# Palestina (Ecuador)
Palestina è una parrocchia urbana dell'Ecuador, capoluogo dell'omonimo cantone, nella provincia del Guayas.